# 中岡崎駅
中岡崎駅（なかおかざきえき）は、愛知県岡崎市中岡崎町にある愛知環状鉄道線の駅である。駅番号は03。
東口ロータリーを名鉄名古屋本線の岡崎公園前駅と共有しているが、駅同士を結ぶ連絡通路などはなく、一度地上に降りる必要がある。

## 歴史
- 1976年（昭和51年）4月26日：日本国有鉄道（国鉄）岡多線岡崎 - 新豊田間の旅客営業開始に伴い、旅客駅として開業する[1]。当時は単式1面1線。
- 1987年（昭和62年）4月1日：国鉄分割民営化により東海旅客鉄道に継承[1]。
- 1988年（昭和63年）1月31日：愛知環状鉄道が開業。路線と共に愛知環状鉄道へ移管される[1][2]。
  - 同時に、岡崎駅との間に六名駅が設置され、新豊田 - 高蔵寺間が延伸開業される[2]。
- 2001年（平成13年）12月23日：中岡崎 - 北岡崎間複線化[3][4]。
- 2009年（平成21年）1月5日：窓口の営業時間延長により、終日有人駅に[3][5]。
- 2009年（平成21年）3月23日：自動改札機を設置[3][6]。
- 2019年（平成31年）3月2日：ICカード「TOICA」の利用が可能となる[7]。

## 駅構造
相対式ホーム2面2線を有する高架駅。以前は早朝及び深夜は無人となり、専用の出入り口を使用していたが、2009年1月5日より終日有人駅になった。ホームは2番高蔵寺方面の方が長いが、南側の一部には列車が停車しない。エレベーターやエスカレーターは設置されていない。

### のりば
| 番線 | 路線            | 方向 | 行先       |
| ---- | --------------- | ---- | ---------- |
| 1    | ■愛知環状鉄道線 | 上り | 岡崎方面   |
| 2    | ■愛知環状鉄道線 | 下り | 高蔵寺方面 |

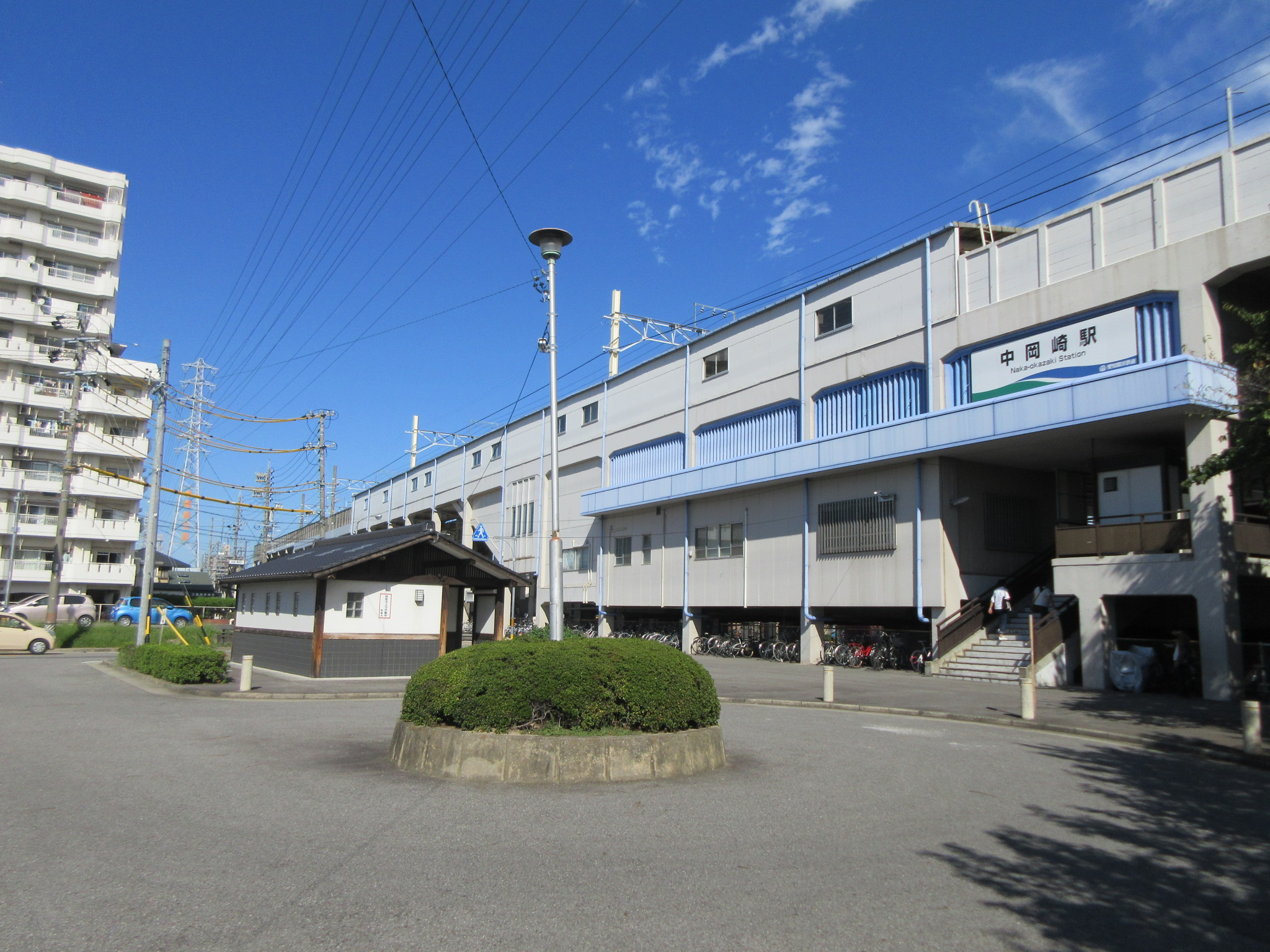
西口
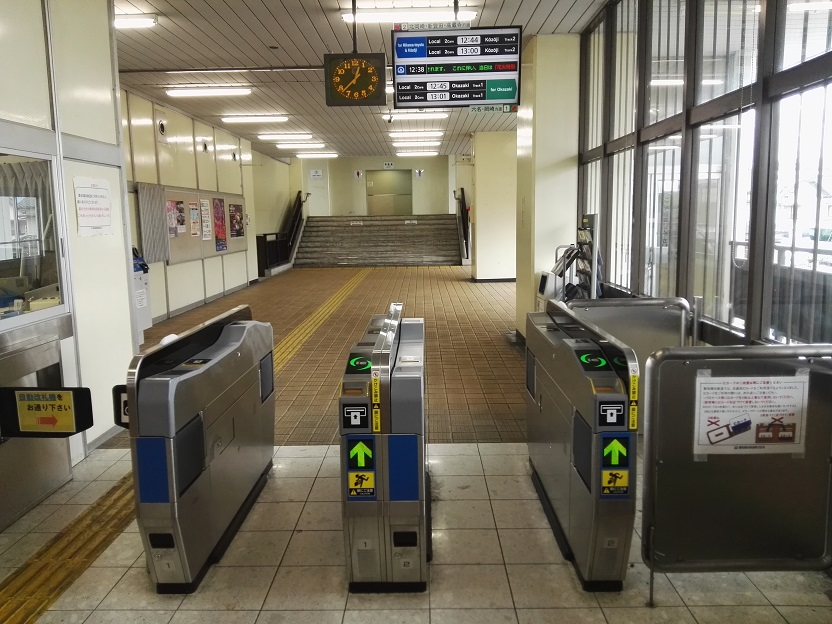
自動改札機
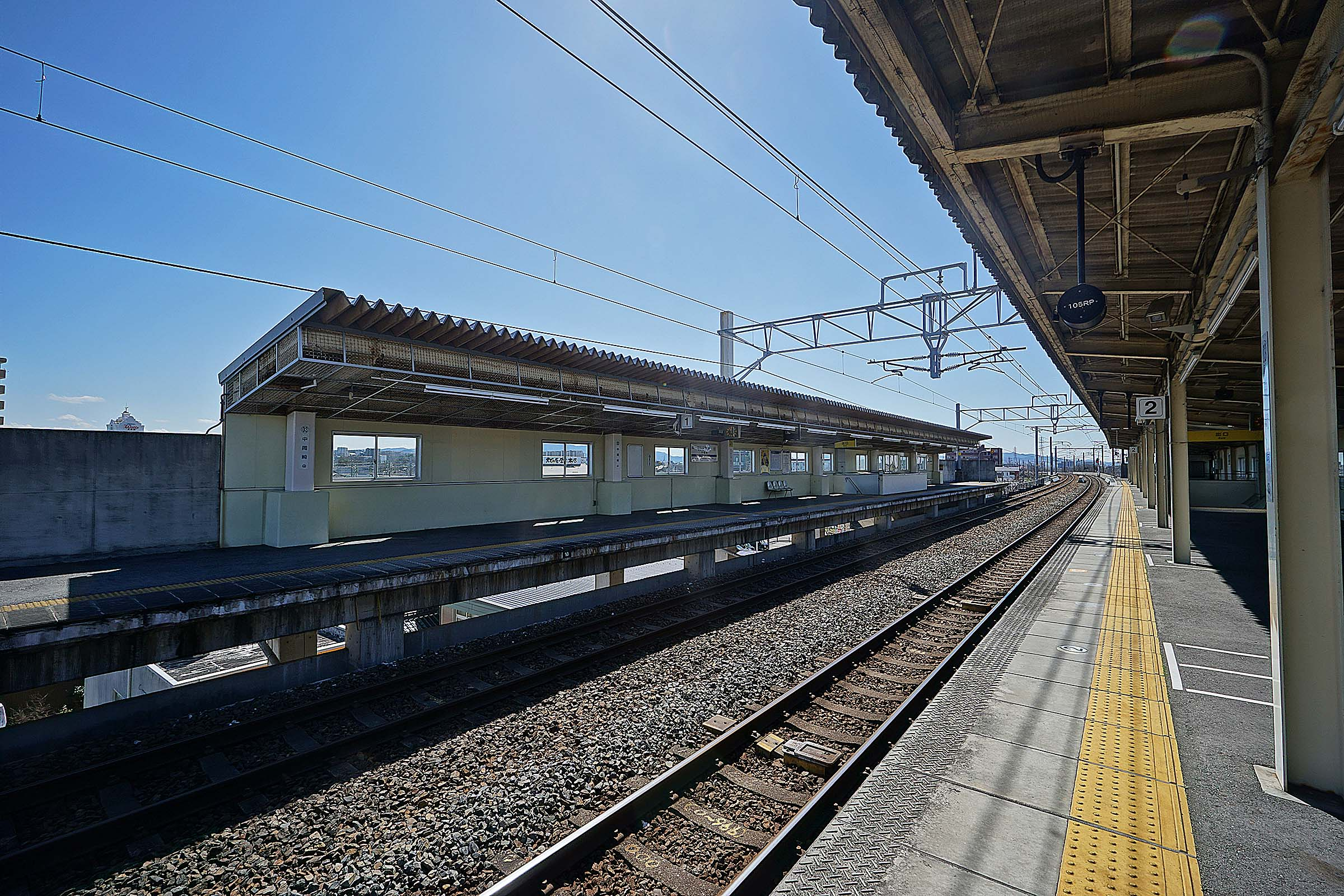
ホーム
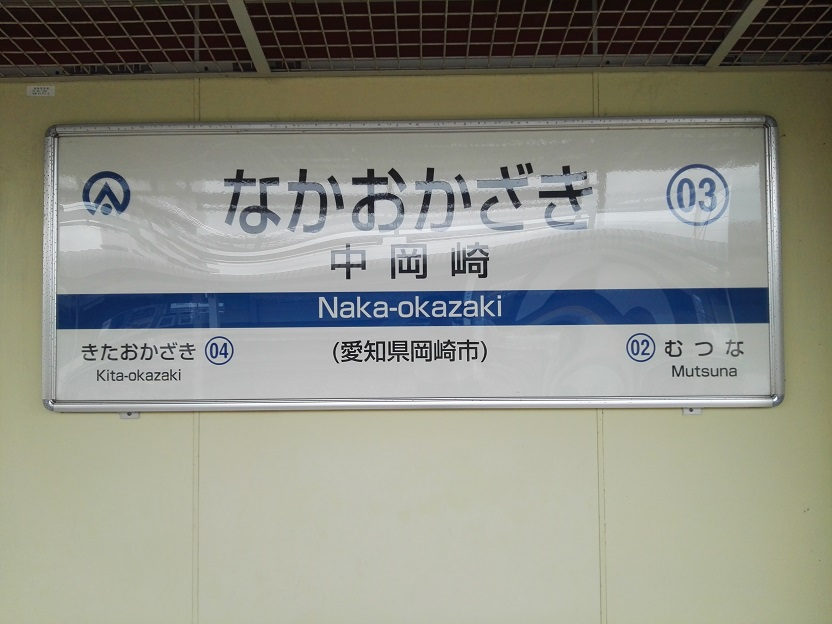
駅名標

## 利用状況
「愛知県統計年鑑」によると、当駅の一日平均乗車人員は以下の通り推移している。乗車人員は、年々増加している。2005年度のみ前後の年と比べて乗車人員が多いのは、この年に愛知万博が開催された影響と思われる。
| 年度   | 1日平均 乗降人員 | 1日平均 乗車人員 |
| ------ | ---------------- | ---------------- |
| 2004年 |                  | 733              |
| 2005年 |                  | 1,187            |
| 2006年 |                  | 955              |
| 2007年 |                  | 1,146            |
| 2008年 |                  | 1,237            |
| 2009年 |                  | 1,240            |
| 2010年 |                  | 1,267            |
| 2011年 |                  | 1,410            |
| 2012年 |                  | 1,470            |
| 2013年 |                  | 1,540            |
| 2014年 |                  | 1,532            |
| 2015年 | 3,345            | 1,672            |
| 2016年 | 3,569            | 1,784            |
| 2017年 | 3,830            | 1,915            |
| 2018年 | 4,068            | 2,034            |
| 2019年 | 4,159            |                  |
| 2020年 | 3,078            |                  |

## 駅周辺
旧岡崎城下町のうち「岡崎二十七曲がり」と呼ばれた旧東海道沿いの西端に位置し、旧市街地の領域内にある鉄道駅としては唯一のものである。しかし中心市街地の康生町や岡崎城などは1kmほどの距離があり、近接している岡崎公園前駅にも優等列車が停まらないないこともあり、駅名に反して「岡崎の中心」に位置しているとは言い難い。伝統的に市の中心駅の役割を果たしてきたのは岡崎公園前駅の東隣に位置する東岡崎駅である。周囲は住宅地のほかロードサイド店舗などがいくつかある程度で大型商業施設などには乏しいが、岡崎城へは徒歩圏内ではあるほか、西に八丁味噌を生産する2社が近接しているため、観光拠点としての性格も一定程度持ち合わせている。
- カクキュー
- まるや八丁味噌
- 矢作川
- 岡崎城公園・岡崎城
- 岡崎オーワホテル
- 国道1号（龍城通り）
- 国道248号
- きらり通り
- 松葉通り
- 八帖往還通り
- 八丁蔵通り

### バス路線
名鉄バス
- 47系統 岡崎北線（図書館交流プラザ・石神橋・岡崎市役所経由）名鉄東岡崎駅行き

## 隣の駅
愛知環状鉄道
■愛知環状鉄道線
六名駅（02） - 中岡崎駅（03） - 北岡崎駅（04）